# Acacia mitodes
Acacia mitodes é uma espécie de leguminosa do gênero Acacia, pertencente à família Fabaceae.